# Cristoforo Colombo (film 1912)
Cristoforo Colombo (The Coming of Columbus) è un cortometraggio muto del 1912 diretto da Colin Campbell.

## Produzione
Il film fu prodotto dalla Selig Polyscope Company

## Distribuzione
Distribuito dalla General Film Company, il film uscì nelle sale cinematografiche degli Stati Uniti il 6 maggio 1912, in quelle italiane nel 1914.